# Mosnac, Charente-Maritime
Mosnac är en kommun i departementet Charente-Maritime i regionen Nouvelle-Aquitaine i västra Frankrike. Kommunen ligger  i kantonen Saint-Genis-de-Saintonge som ligger i arrondissementet Jonzac. År 2022 hade Mosnac 489 invånare.

## Befolkningsutveckling
Antalet invånare i kommunen Mosnac
Referens:INSEE